# Glenn Healy
Glenn M. Healy (* 23. August 1962 in Pickering, Ontario) ist ein ehemaliger kanadischer Eishockeytorwart und -funktionär, der im Verlauf seiner aktiven Karriere zwischen 1981 und 2001 unter anderem 474 Spiele für die Los Angeles Kings, New York Islanders, New York Rangers und Toronto Maple Leafs in der National Hockey League bestritten hat. Mit den New York Rangers feierte Healy in Form des Gewinn des Stanley Cups im Jahr 1994 den größten Erfolg seiner Karriere. Nach seinem Karriereende war Healy bis 2009 in der National Hockey League Players’ Association tätig und ist seit Juni 2017 Executive Director der NHL Alumni Association.

## Karriere
Healy verbrachte seine Juniorenzeit zunächst von 1979 bis 1981 in seiner Geburtsstadt bei den Pickering Panthers in der Metro Junior A Hockey League, von wo er im Sommer 1981 an die Western Michigan University wechselte. Dort verbrachte er die folgenden vier Jahre mit seinem Studium und spielte parallel für das Eishockey-Universitätsteam. Während seiner vier Jahre dort entwickelte er sich zu einem der erfolgreichsten Torhüter der Universitätsgeschichte, blieb aber trotz zahlreicher individueller Auszeichnungen im NHL Entry Draft unbeachtet.
Dennoch wurde Healy im Sommer 1985 als Free Agent von den Los Angeles Kings aus der National Hockey League unter Vertrag genommen. Dort kam er im Verlauf der Saison 1985/86 vornehmlich für das Farmteam New Haven Nighthawks in der American Hockey League zum Einsatz. Weitere Spiele bestritt er für die Toledo Goaldiggers in der International Hockey League. Darüber hinaus debütierte er auch für die Kings in der NHL. Nachdem er das folgende Spieljahr komplett in New Haven verbracht hatte, erhielt er zur Saison 1987/88 den Posten hinter Stammtorwart Roland Melanson. Diesen beerbte er zur folgenden Spielzeit und absolvierte 48 Partien.
Da Healys Vertrag am Saisonende auslief und er nach seinem Durchbruch sehr gefragt war, schloss er sich im Sommer 1989 als Free Agent den New York Islanders an, wo er sich die Position des Starters in den folgenden vier Jahren zumeist mit Mark Fitzpatrick teilte. Seine Zeit bei den Islanders endete schließlich im Juni 1993 durch den NHL Expansion Draft, in dem er von den Islanders nicht geschützt wurde. Zunächst wurde er im ersten Teil des Drafts von den Mighty Ducks of Anaheim ausgewählt, die ihn in der zweiten Draftphase an die Tampa Bay Lightning verloren. Diese wiederum transferierten ihn daraufhin im Tausch für ein Drittrunden-Wahlrecht im NHL Entry Draft 1993 zu den New York Rangers. Als Ersatzmann von Mike Richter feierte Healy dort mit dem Gewinn des Stanley Cups am Ende der Stanley-Cup-Playoffs 1994 den größten Erfolg seiner Karriere. Es folgten weitere drei Jahre in Manhattan, ehe er im Sommer 1997 als Free Agent zu den Toronto Maple Leafs wechselte. In deren Diensten beendete er nach der Saison 2000/01 seine aktive Karriere.
Nach seinem Karriereende arbeitete Healy als Kommentator für die Fernsehsender CBC und TSN, ehe er im Juni 2008 zum Director of Player Affairs der National Hockey League Players’ Association ernannt wurde. Diesen Posten bekleidete er bis zu seinem Rücktritt im September 2009 nach der Entlassung von Geschäftsführer Paul Kelly, um im Anschluss wieder für das Fernsehen zu arbeiten. Seit Juni 2017 ist er Executive Director der NHL Alumni Association.

## Erfolge und Auszeichnungen
- 1984 CCHA Tournament MVP
- 1985 CCHA Second All-Star Team
- 1985 NCAA West Second All-American Team
- 1994 Stanley-Cup-Gewinn mit den New York Rangers

## Karrierestatistik
(Legende zur Torhüterstatistik: GP oder Sp = Spiele insgesamt; W oder S = Siege; L oder N = Niederlagen; T oder U oder OT = Unentschieden oder Overtime- bzw. Shootout-Niederlage; Min. = Minuten; SOG oder SaT = Schüsse aufs Tor; GA oder GT = Gegentore; SO = Shutouts; GAA oder GTS = Gegentorschnitt; Sv% oder SVS% = Fangquote; EN = Empty Net Goal; 1 Play-downs/Relegation; Kursiv: Statistik nicht vollständig)